# Старый Дедин
Ста́рый Де́дин (бел. Стары́ Дзе́дзін) — деревня в Киселёво-Будском сельсовете Климовичского района Могилёвской области Беларуси. Находится на правом берегу реки Остёр (приток Сожа) (притока реки Сож), на расстоянии пяти километров от границы с Российской Федерацией. В пяти километрах южнее деревни проходит шоссе Р43 (Ивацевичи — Бобруйск — Кричев — граница РФ) и железная дорога Кричев — Рославль.

## Происхождение названия
Согласно народным легендам, первым жителем этой местности был дед, который прожил 125 лет. От него и происходит название деревни — «Дедин». Учёные считают, что название происходит от слова «дедино», которое использовалось в средневековье и обозначало наследственное право на землевладение, в соответствии с которым земля переходила от деда к внуку, от прадеда к правнуку. Первоначально это был центр мелкопоместного владения, которое охватывало несколько соседних поселений: Прянички, Роськов, Ивановск, Кулешовку. После того, как рядом появилось ещё одно поселение с таким же названием, для удобства их стали именовать Старый Дедин и Новый Дедин. Эти названия сохранились до сих пор.

## История деревни
Первое письменное упоминание о деревни под названием село «Дедино» восходит к XVI веку. Однако археологические раскопки свидетельствуют, что в этих местах человек появился ещё во времена неолита. Несколько тысячелетий назад эта территория была заселена представителями финно-угорских племён, о чём свидетельствует происхождение название реки Остёр. Первые индоевропейцы пришли сюда приблизительно во втором тысячелетии до н. э., вероятно, с юга, поднимаясь вверх по течению Днепра, Сожа и их притоков. Это были балтоязычные племена. Первыми славянскими обитателями этой территории стали племена радимичей, которые также пришли с юга тем же путём в VIII—IX вв. Совсем рядом были найдены и следы кривичей, которые проживали севернее, что позволяет рассматривать эти места как смешанную этническую зону. Раскопки соседних с деревней курганов в 1926 году обнаружили захоронения радимичей, относящихся к X—XIII вв.
Стародединский клад (смотрите ниже), который был зарыт в конце X века, может свидетельствовать о наличии поселения на этой территории уже в то время, но нельзя с полной уверенностью утверждать, что это была деревня Дедин или её прямой предшественник. Тем не менее, 985 год был принят в качестве символической даты основания деревни, и летом 2010 года был торжественно отмечен её 1025-летний юбилей. Собственно поселение под названием Дедин, согласно исследователю М. Спиридонову, впервые упоминается в документах XVI века. Археологи нашли следы усадеб, которые относятся к XIV—XVIII векам.
В XII—XIV вв. эта территория входила в состав Смоленского княжества, с XIV века — в состав Великого княжества Литовского. После того, как начались московско-литовские войны и ВКЛ понесло значительные территориальные потери, Дедин оказался рядом с новой границей, из-за чего постоянно страдал от войн на протяжении следующих двух столетий. В 1740—1744 гг. Дедин затронуло Кричевское восстание под предводительством Василя Ващилы.
Старый Дедин вошёл в состав Российской Империи после первого раздела Речи Посполитой, в 1772 году. В Климовичском повете административно деревня входила в Хотовижскую волость. Одновременно в религиозном плане деревня относилась к приходу Кулешовской церкви.
Во время первой мировой и советско-польской войн Старый Дедин не раз находился в прифронтовом положении, но линия фронта до него так и не дошла.
В 1924 году Старый Дедин вошёл в состав БССР после первого увеличения её территории. Первоначально деревня относилась к Климовичскому району Калининского округа. После установления современного территориально-административного деления в 1938 году она стала относиться к Могилёвской области.
Во время Великой Отечественной войны Старый Дедин был оккупирован в начале августа 1941 года, освобождён в конце сентября 1943 года. На фронтах войны погибли 138 человек, выходцев из деревни.
В наше время деревня относится к Киселёвобудскому сельсовету. По состоянию на 1 января 1994 в ней проживал 251 человек. В настоящий момент проживает около 200.

## Местные традиции
Сельчане сохраняют традиции, по которым жили их предки на протяжении столетий. Под руководством Галины Брыковой уже сорок лет действует фольклорно-этнографический ансамбль «Острянка», получивший название от реки Остёр, участники которого собирают и исполняют местные народные песни. Несколько раз в деревню приезжали специалисты из Ленинградского университета, чтобы их прослушать и записать. Старый Дедин славится и своими традициями гончарства и ткачества, которые поддерживает Вера Терентьевна Столярова.
Старый Дедин также известен своим древним обрядом вызывания дождя. Сущность его состоит в том, что во время сильной засухи женщины «пашут» реку Остёр плугом, напевая при этом песни, которые, как предполагают учёные, в далёкие времена использовались для вызывания духа дождя. Этот обряд является очень древним и имеет глубокие языческие корни.

## Стародединский клад
Деревня Старый Дедин стала известной после того, как здесь был найден летом 1926 года один из самых древних кладов Беларуси.
Крестьянин Трофим Гудков пахал свой участок земли и увидел глиняный горшок с незнакомыми монетами. Алесь и Павел Прудниковы написали про находку в газету «Беларуская вёска». Письмо передали в Академию Наук БССР. Монеты доставили в Минск. После детального анализа обнаружилось, что клад был захоронен около 1065 года. Было найдено 204 монеты. В их числе: 201 куфический дирхам, 2 германских динария и визайнтийский милиарисий. Найденные в кладе дирхамы чеканились в Антиохии, Багдаде, Хамадане, Исфахане, Балхе, Самарканде, Бухаре и других местах. Возможно, клад принадлежал богатому купцу, который решил укрыть его здесь в тайном месте, поскольку через данную территорию, по всей видимости, проходило одно из ответвлений торгового пути из варяг в греки.
Клад находился в Белорусском государственном музее и был утерян во время Великой Отечественной войны.
Летом 2010 года у въезда в деревню был установлен памятный камень с надписью о знаменитой находке 1926 года.

## Выдающиеся личности
Стародединская земля дала Беларуси несколько выдающихся людей. Среди них:
- Иван Демиденко, доктор ветеринарных наук, профессор, заслуженный деятель науки БССР
- Николай Ковалёв, доктор ветеринарных наук, профессор
- Лидия Кирпиченко, заслуженный учитель БССР
- Виталий Маханько, инженер-конструктор ракетно-космической корпорации «Энергия» имени С. П. Королёва
- Алесь Прудников, белорусский поэт
- Павел Прудников, белорусский поэт, заслуженный деятель культуры Республики Беларусь[14]

Поэт Павел Прудников посвятил своей родной деревне такие строки:
Ты, як віцязь, стаіш на ўзбярэжжы Астра

З маладою, юнацкай усмешкай.

Пільна слухаеш гоман і хваляў, і траў,

І птушыны канцэрт на узлеску.

## Внешние ссылки и литература
- Климовичская районная газета «Родная нива». Официальный сайт (бел.). Дата обращения: 31 августа 2010. Архивировано 9 мая 2012 года.

- Памяць: Гіст.-дакум. хроніка Клімавіцк. р-на. — Мн.: Універсітэцкае, 1995. — 645 с.: іл.

- Спутниковый снимок деревни – Викимапия. Дата обращения: 31 августа 2010. Архивировано 9 мая 2012 года.